# Stephen Paul

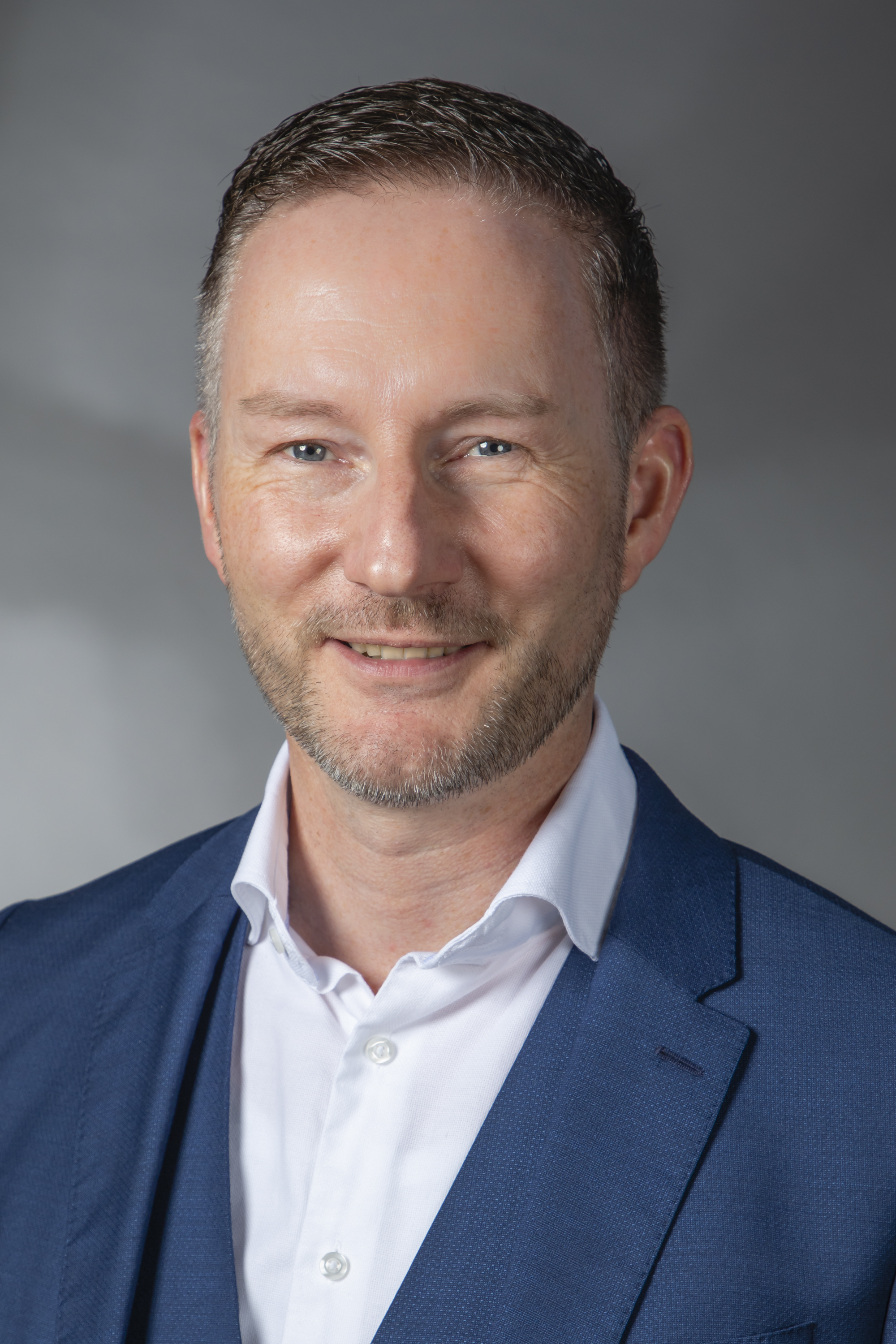
Stephen Paul

Stephen Paul (* 8. Juni 1972 in Herford) ist ein deutscher Politiker der Freien Demokratischen Partei (FDP). Er war von 2017 bis 2022 Mitglied des Landtags von Nordrhein-Westfalen.

## Leben
Nach dem Abitur 1991 absolvierte Stephen Paul in der Zeit von 1991 bis 1994 eine Ausbildung zum Bankkaufmann bei der Sparkasse Herford. Zur gleichen Zeit war er Mitarbeiter eines Bundestagsabgeordneten. Von 1995 bis 2001 schloss Paul ein Studium der Fächer Politikwissenschaft, Kommunikationswissenschaft und Angewandte Kulturwissenschaft an der Universität Münster an. Von 1999 bis 2004 arbeitete der Herforder als freiberuflicher Kommunikationsdienstleister. Von 2002 bis 2006 arbeitete er erneut für eine Bundestagsabgeordnete. Ab 2004 war er als selbstständiger Berater in einer Personalentwicklungsgesellschaft tätig. Diese Tätigkeit beendete Paul im Mai 2017 nach seinem Einzug in den Landtag von Nordrhein-Westfalen.

## Politisches Engagement
Paul trat im Alter von 17 Jahren, im Jahr 1989, in die FDP und die Jugendorganisation Junge Liberale ein. Von 1993 bis 2012 war Stephen Paul stellvertretender Kreisvorsitzender der FDP Kreis Herford. Seitdem führt er den Kreisverband. Seit 1999 ist er außerdem Mitglied des Kreistages Herford und Vorsitzender der Kreistagsfraktion. Seit 2004 ist der Herforder Mitglied der Landschaftsversammlung Westfalen-Lippe (LWL). Ab 2005 bis 2017 war er Fraktionsvorsitzender der FDP-FW-Fraktion im LWL.
Vom 1. Juni 2017 bis zum 31. Mai 2022 war Stephen Paul Mitglied des Landtags von Nordrhein-Westfalen. Er kandidierte im Landtagswahlkreis Herford I – Minden-Lübbecke III, zog jedoch über die Landesliste der FDP in den Landtag ein. Von der FDP-Landtagsfraktion wurde er zum Sprecher für Heimat, Bauen, Wohnen und Stadtentwicklung sowie zum Sprecher für Religion und Kirchen ernannt.

### Ausschüsse
Paul war in der 17. Legislaturperiode Mitglied in folgenden Ausschüssen:
- Ausschuss für Heimat, Kommunales, Bauen und Wohnen
- Hauptausschuss
- Ausschuss für Haushaltskontrolle

Der FDP-Politiker gehört außerdem den Landesvorständen der Vereinigung Liberaler Kommunalpolitiker (VLK NRW e.V.) und des Landesverbands des Liberalen Mittelstandes an. Er ist Delegierter zu den Bundesversammlungen beider Organisationen.
Bei der Landtagswahl 2022 wurde er zunächst als Direktkandidat für den Landtagswahlkreis Herford I aufgestellt, kandidierte aber schließlich "aus familiären Gründen" nicht erneut und schied aus dem Landtag aus.

## Privat
Paul lebt in seiner Heimatstadt Herford. Er ist verheiratet und hat zwei Kinder.

## Ehrenämter/Mitgliedschaften in Vereinen
Paul ist Mitglied im Kuratorium des Nationalen Zentrums für Bürokratiekostenabbau an der Fachhochschule des Mittelstands GmbH. Bei der Evangelischen Kirche von Westfalen engagiert sich der Herforder als Mitglied im „Ständigen Ausschuss für politische Verantwortung“.
Für den Sparkassenverband Westfalen-Lippe engagiert sich Paul im kommunalen Beirat der Westfälischen Provinzialversicherung.
In seiner Heimat ist er Mitglied des Verwaltungsrates des Klinikums Herford und Mitglied der Zweckverbandversammlung der Sparkasse Herford.
Zudem ist Paul stellvertretender Vorsitzender des Stifterverbandes Fridericianum e.V. und Beisitzer im Vorstand der Vereinigung ehemaliger Schüler des Friedrichs-Gymnasiums Herford e.V.
Er ist Beisitzer im Vorstand des Freundeskreises der Fregatte Nordrhein-Westfalen.
Der FDP-Politiker ist Mitglied in zahlreichen regionalen Vereinigungen wie der Unternehmergruppe Ostwestfalen (UGO), der Initiative Wirtschaftsstandort Kreis Herford, dem Freundeskreis Herforder Bismarckturm, dem Förderverein des Kaiser-Wilhelm-Denkmals an der Porta Westfalica, dem Verein Wittekindskultur, dem Freundeskreis der Nordwestdeutschen Philharmonie, dem Förderverein des Landestheaters Detmold, dem Westfalenverein und des Westfälischen Heimatbundes.